# Къщата на сенките
„Къщата на сенките“ (на английски: Dream House) е щатски психологически трилър от 2011 г. на режисьор Джим Шеридан от „Юнивърсъл Пикчърс“ и „Морган Крийк Продъкшънс“, с участието на Даниел Крейг, Рейчъл Вайс, Наоми Уотс и Мартон Чокаш. Пуснат е на 30 септември 2011 г. в САЩ и Канада и е похвален от критиците. Пуснат е от Уорнър Брос в международни пазари.

## Актьорски състав
| Актьор           | Роля                   |
| ---------------- | ---------------------- |
| Даниел Крейг     | Уил Атентън/Питър Уорд |
| Рейчъл Вайс      | Елизабет Атентън       |
| Клеър Геър       | Катрин Атентън         |
| Тейлър Гиър      | Беатрис Атентън        |
| Наоми Уотс       | Ан Патерсън            |
| Мартон Чокаш     | Джак Патерсън          |
| Рейчъл Фокс      | Клоуи Патерсън         |
| Елиас Котеас     | Брайс                  |
| Джейн Александър | Доктор Фран Грийли     |
| Браян Мъри       | Доктор Медлин          |